# Retten i Aarhus
Retten i Aarhus (eller Byretten i Aarhus) er en dansk byret, der dækker Aarhus, Odder og Samsø Kommuner med ca. 320.000 indbyggere i alt.
Retten har til huse i Tinghuset på Vester Allé nr. 10 og nr. 12 i Aarhus. Vester Allé nr. 10 huser civilretten og strafferetten, samt grundlovsforhører, større retssager med videre. Vester Allé nr. 12 huser specialretterne, skifteretten og fogedretten, samt notaren. Tidligere var der også en afdeling i Kannikegade 16.
Fra 1993 til 2009 havde Retten i Aarhus også en landsdækkende funktion idet den administrerede Bilbogen og Personbogen for hele landet fra de blev oprettet i 1993. Og ligeledes Andelsboligbogen fra den blev oprettet den 1. januar 2005. Fra 1. maj 2009 blev disse funktioner overført til Tinglysningsretten i Hobro.

## Bygningerne
Tinghuset ligger placeret mellem Landsarkivet og Aarhus Arrest og er den største af Rettens to bygninger. Det er tegnet af arkitekterne K.A. Ludvigsen og Julius Hansen og stod færdig i 1906. Bygningens dekorationer, inklusiv de to løver i bronze som pryder indgangspartiet, er udført af Karl Hansen Reistrup. Tinghuset var oprindeligt indrettet til politivagt med detentionslokaler, stadslogens kontor, byfogeden og forligskommissionen, arrestforvarerens bolig og til amtsrådssal, men fungerer i dag alene som retsbygning. Tinghuset gennemgik omfattende renovationer og indvendige moderniseringer i årene 1998-2004 og igen i 2014-15.
Kannikegade 16 kendes i dag som "Postpalæ'et" i daglig tale og hed oprindeligt "Århus Post- og telegrafbygning". Den røde bygning er tegnet af Hack Kampmann og stod klar til indflytning i 1905.